# Vacas (Cochabamba)
Vacas is een kleine plaats in het departement Cochabamba in de Andes van Bolivia. Het is de hoofdplaats van de gemeente Vacas in de provincie Arani. Het dorpje bevindt zich circa 85 kilometer ten zuidoosten van Cochabamba, de hoofdstad van het departement, en 30 kilometer van Arani, de provinciehoofdstad, op een hoogte van 3475 meter. Bij de volkstelling van 2001 had het dorp een bevolking van 650. Vacas is bekend als "Aardappelland" (Quechua: Papaq llaqtan, Spaans: La patria de la papa).
De naam van het dorp is afkomstig van het Quechua-woord Wak'a. Tijdens het Incarijk was Vacas een tampu (ook tambo) langs het Wegennetwerk van de Inca's, dat naar Inkallaqta en Pocona in de huidige provincie Carrasco liep.
De inwoners van Vacas behoren voornamelijk tot de Quichua.